# Annelies Bredael
Annelies Bredael (* 15. Juni 1965 in Willebroek) ist eine ehemalige belgische Ruderin im Einer, die 1992 belgische Sportlerin des Jahres wurde.
1988 nahm Bredael erstmals an Olympischen Spielen teil und belegte mit dem belgischen Doppelvierer den sechsten Platz. 1989 stieg sie in den Einer um und wurde auf Anhieb Achte bei der Weltmeisterschaft. 1991 belegte sie bei der Weltmeisterschaft in Wien den dritten Platz hinter der Kanadierin Silken Laumann und der Rumänin Elisabeta Lipă. Bei den Olympischen Spielen 1992 in Barcelona gewann Bredael den zweiten Vorlauf und belegte im zweiten Halbfinale den zweiten Platz hinter Laumann, im Finale siegte Lipă vor Bredael und Laumann. 
1993 gewann Bredael den Weltcup, erhielt aber bei der Weltmeisterschaft keine Medaille. 1994 gewann sie bei der Weltmeisterschaft in Indianapolis die Bronzemedaille hinter der Dänin Trine Hansen und der deutschen Kathrin Boron. Ihre dritte WM-Bronzemedaille nach 1991 und 1994 gewann Bredael 1995 im finnischen ´Tampere hinter der Schwedin Maria Brandin und Silken Laumann. Bei den Olympischen Spielen 1996 in Atlanta erreichte Bredael nicht das A-Finale und belegte am Ende den siebten Platz. 
Die Ruderin von TRT Hazewinkel ist dreifache Mutter und immer noch als Ruderin aktiv. Im Alter von über 40 Jahren trat sie bei den belgischen Meisterschaften zusammen mit Ann Haesebrouck an, die bei den Olympischen Spielen 1984 Bronze im Einer gewonnen hatte. Haesebrouck und Bredael saßen 1988 gemeinsam im Doppelvierer. 